# لوکی

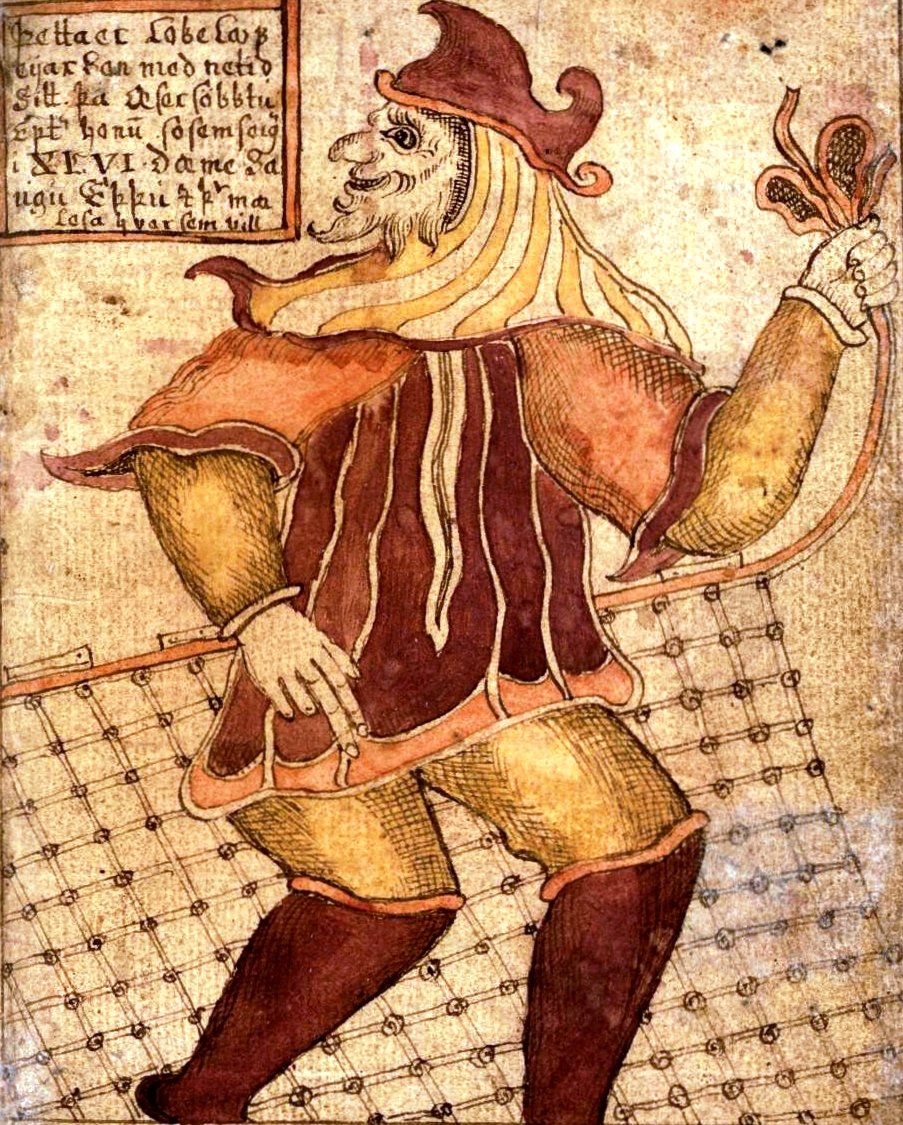
لوکی به همراه تور ماهیگیری، که در قرن هجدهم به تصویر کشیده شده.

لوکی از ایزدان یا یوتونها (یا هر دو) در اسطوره‌شناسی اسکاندیناوی است. وی فرزند لافی (ایزدبانو) و فارباوتی (یوتون) است و برادر هلبلیندی و بیلایستر. لوکی خوش سیما، بذله‌گو و فریبنده، و در عین حال شرارت‌بار و آب‌زیرکاه بود. مدرکی در دست نیست دال بر اینکه لوکی را به عنوان ایزد بپرستند، اما به‌نظر می‌رسد که او یکی از شخصیت‌های اصلی خاندان اساطیری اسکاندیناویایی بوده باشد. او در بسیاری از رویدادهای اساطیری نقش محوری دارد و هم ملازم همیشگی و دوست بزرگ ایزدان بود و هم نفوذی شرارت‌بار داشت و دشمنی مرگبار به‌شمار می‌آمد. وی از یک غول مؤنث به نام انگربودا صاحب سه فرزند غول‌آسا شد که عبارتند از؛ هل، نگهبان قلمرو مردگان و ایزدبانوی مرگ، مار کیهانی افسانه‌ای به اسم یورمونگاند که این مار سرانجام در راگناروک، ثور را می‌کشد و توسط او کشته می‌شود؛ فرزند دیگر لوکی، گرگی غول‌پیکر به اسم فنریر است که در راگناروک، اودین را می‌کشد، و همچنین لوکی از همسر دومش سیگین ایزد بانوی وفاداری و شفقت دارای دو فرزند به نام‌های نارفی و والی (با والی یا «بوئه» پسر اودین اشتباه نشود) هست. لوکی در هیأت یک مادیان توسط نریان ساوادیلفاری باردار شد و اسب هشت دست و پای اسلیپنیر را به دنیا آورد.
روابط وی با دیگر خدایان اساطیری نورس در مواقع مختلف، متفاوت است؛ وی گاهی به عنوان یار و کمک‌کننده آنان و گاهی به عنوان دشمن و خرابکار شناخته می‌شود. او با آتش و جادو مرتبط بوده و یک دگرپیکر است و در بسیاری مواقع خودش را به شکل یک ماهی، مادیان، پیرزن و دیگر اشکال درآورده است. رابطه حسنه لوکی با خدایان نورس زمانی پایان می‌پذیرد که وی قتل یکی از محبوب‌ترین خدایان، بالدر را طرح‌ریزی می‌کند.
وی توسط خدایان محکوم شده و در کوهی به بند کشیده می‌شود که ماری از بالای سر او زهرش را بر او می‌ریزد ولی همسرش سیگین این زهر را در کاسه‌ای جمع می‌کند و مانع درد کشیدن همسرش می‌شود، مگر مواقعی که می‌خواهد زهر را خالی کند که به خود پیچیدن لوکی در این لحظات از درد، موجب زمین لرزه می‌شود. در راگناروک او از بندش رها می‌شود و در جنگ با خدایان، دشمن دیرینش هایمدال را می‌کشد و خود نیز توسط او کشته می‌شود.
لوکی در ادای منظوم، که در سده ۱۳ میلادی از منابع سنتی قبلی گردآوری شده است، هایمس‌کرینگلا و ادای منثور، که در قرن ۱۳ میلادی توسط شاعر و سیاست‌مدار ایسلندی اسنوری استورلوسون نوشته شده است؛ اشعار رونی نروژی، در شعر اسکالد، و در فولکلور اسکاندیناوی تأیید شده است. منشأ و نقش لوکی در اسطوره‌شناسی نورس برای دانشوران موضوعی بحث برانگیز بوده است، که برخی آن را ایزد حیله‌گر توصیف کرده‌اند. لوکی در رسانه‌های مختلف در فرهنگ مردمی امروزی به تصویر کشیده شده است، یا به آن‌ها ارجاع داده شده است.

## لوکی و تغییرشکل

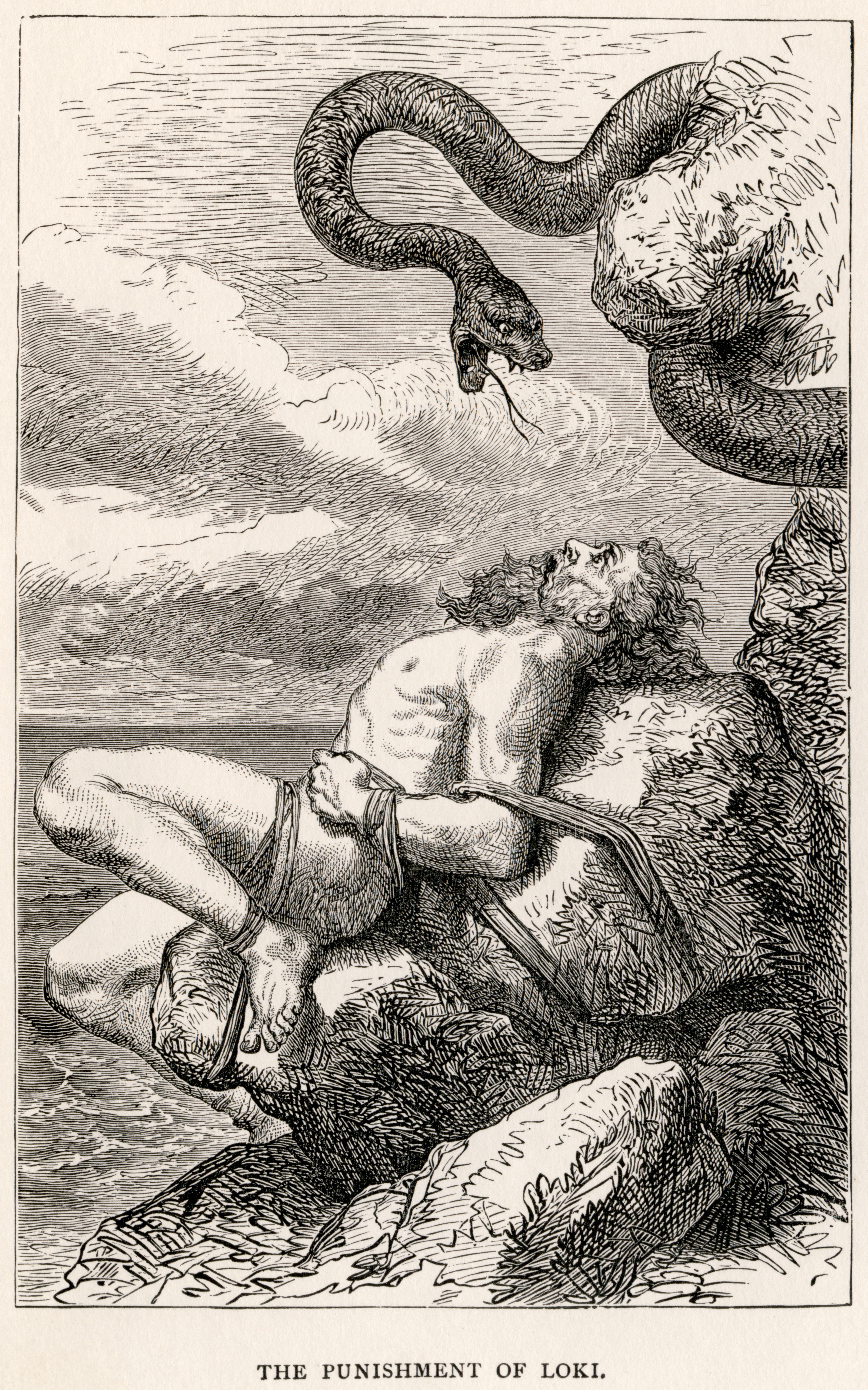
لوکی، خدای شر اساطیر نوردیک، به خواست دیگر خدایان مجازات شد. جزای او بسته شدن به تخته سنگی بود، در حالی که یک مار سم بالای سرش بوده و سم خود را به صورت او می‌چکید. همسر لوکی با نگهداشتن کاسه‌ای، مانع از این اتفاق می‌شد اما زمانی که او برای خالی کردن کاسه سم می‌رفت، لوکی از شدت درد فریاد می‌کشید و موجب زلزله می‌شد.

لوکی می‌توانست به شکل انواع حیوانات، پرنده‌ها، و به‌ویژه، حشرات درآید و سرشت شرارت‌بار خود را بنمایاند. او وقتی می‌خواست کار کوتوله‌ها را در ساختن پتک ثور، خنثی کند به صورت مگس درآمد، و وقتی می‌خواست گردنبند بریسینگ را از فریا بدزدد، به شکل کک درآمد. همچنین به شکل مگسی درآمد تا وارد خانهٔ فریا شود و چون او را خوابیده در رختخواب یافت و گیره گردنبند زیر سر او بود، لوکی به شکل کک درآمد و ایزدبانو را نیش زد. پس فریا جابه‌جا شد و لوکی توانست گردنبند را بدزدد. او بسیار موذی بود و اغلب با نیرنگ‌های خود باعث دردسرهای بزرگ برای ایزدان می‌شد، اما به همان اندازه با چیره‌دستی و هنر خود، اغلب آن‌ها را نجات می‌داد.

## نام‌شناسی
ریشه‌شناسی نام لوکی همچنان در دست بررسی است ولی بسیاری معتقدند این نام از نام قدیمی نورس لوکا گرفته شده به معنای بسته شده. این می‌تواند وجه تسمیه‌ای برای سرنوشتش باشد. این نام گاهی با کلمه نورس باستان لوگی («شعله») همراه شده است، اما به نظر نمی‌رسد که مبنای زبانی درستی برای این موضوع وجود داشته باشد.

## در فرهنگ عامه
در سدهٔ نوزدهم میلادی، لوکی به شیوه‌های مختلفی به تصویر کشیده می‌شد که برخی از آن‌ها به شدت با دیگری در تضاد بودند. بر طبق گفته‌های استفان آرویدسن، «تصور لوکی در قرن نوزدهم متفاوت بود. گاهی اوقات او را به عنوان یک ستون پنجم سامی با موهای تیره در میان آسیر نوردیک معرفی می‌کردند، اما بعضی مواقع او را به عنوان پرومته نوردیک، قهرمان دربردارنده فرهنگ توصیف می‌کردند».
لوکی در چرخهٔ اپرای حلقه نیبلونگ اثر ریشارد واگنر در نقش Loge ظاهر می‌شود (نمایشنامه‌ای در سبک نورس باستان Loge، «آتش»)، که به عنوان متحد ایزدان (مخصوصاً به عنوان دستیار وُدان به جای دونر) به تصویر کشیده می‌شود، اگرچه عموماً از آن‌ها بیزار است و آن‌ها را حریص می‌پندارد. به دلیل آنکه آن‌ها از بازگرداندن طلای راین به صاحبان واقعی‌اش خودداری می‌کنند. در پایان نخستین اپرای داس راینگولد، او امیدش را برای تبدیل شدن به آتش و نابودی والهالا آشکار می‌سازد، و در چهارمین و آخرین اپرا یعنی گوتردامرونگ، والهالا به آتش کشیده می‌شود و ایزدان را نابود می‌کند.
لوکی در نقش شخصیتی به همین نام توسط مارول کامیکس اقتباس شده است و اولین بار در مجموعه کتاب کمیک ونوس در اوت سال ۱۹۴۹ ظاهر شد. تام هیدلستون نقش این شخصیت را به عنوان یک ابرشرور (یا ضدقهرمان)، در دنیای سینمایی مارول و همچنین مجموعه تلویزیونی مختص به خود لوکی (۲۰۲۱) ایفا کرده است، که به‌طور مداوم با شخصیت ابرقهرمان ثور، برادرخوانده و دشمن دیرینهٔ خود درگیر می‌شود. 
لوکی یکی از شخصیت‌های اصلی رمان خدایان آمریکایی به قلم نیل گیمن است، و همچنین یک شخصیت مهم در چند آرک داستانی از مجموعه کتاب کامیک گیمن تحت عنوان سندمن می‌باشد. لوکی همچنین یک شخصیت اصلی در مجموعه رمان‌های فانتزی جوآن هریس شامل: رون‌مارکز، رون‌لایت، انجیل لوکی و وصیت‌ لوکی است.
در بازی ویدئویی عصر اسطوره‌ها محصول سال ۲۰۰۲ اثر استودیو انسمبل، لوکی یکی از سه خدای اصلی تمدن نورس است که بازیکنان قادر به پرستش او می‌باشند. لوکی تنها خدای اصلی در تمدن نورس محسوب می‌شود که به بازیکنان اختیار انتخاب خدای فرعی هل را می‌دهد.

## نگارخانه

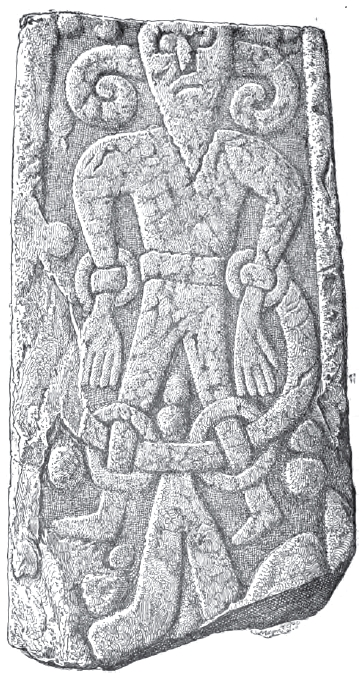
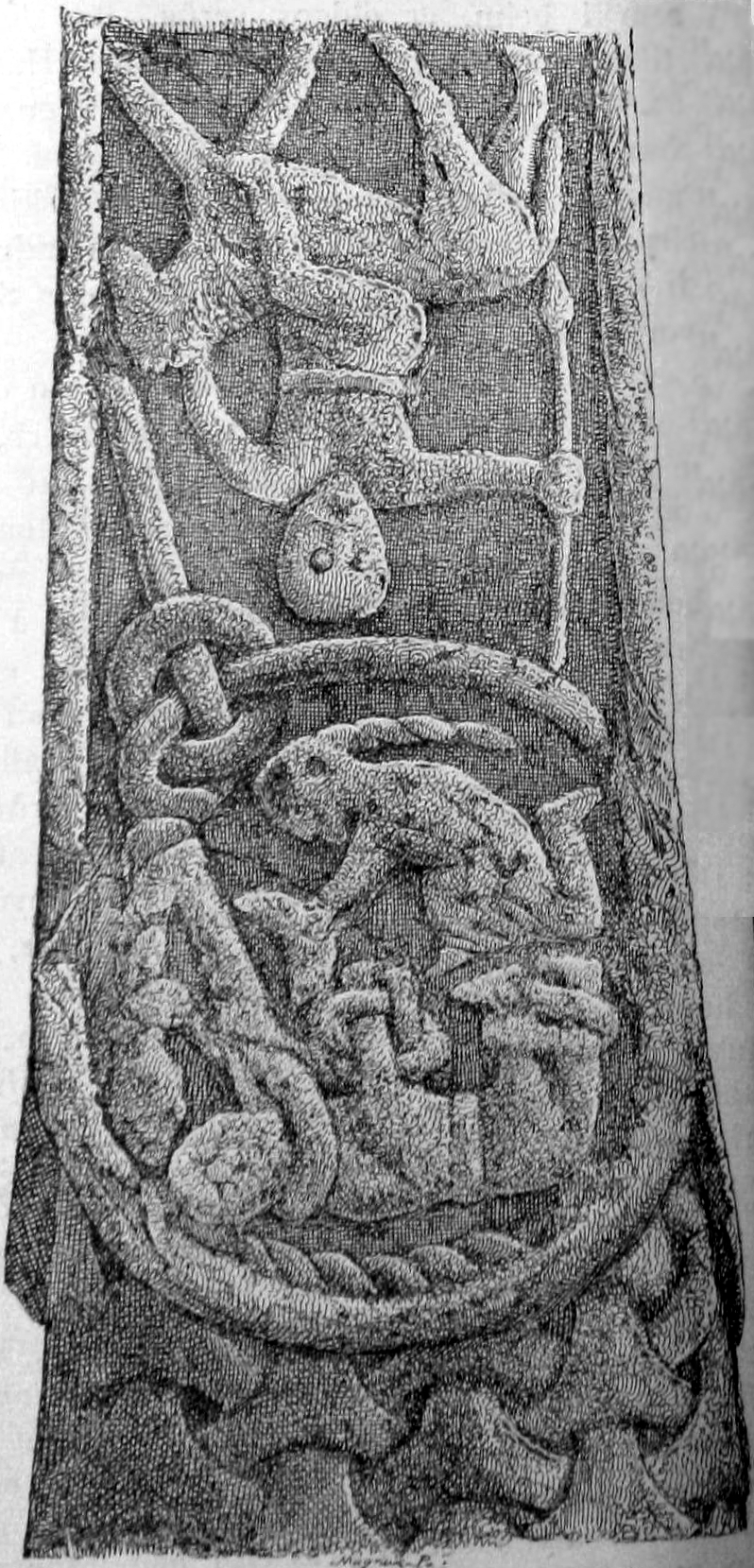